# С кем бы отведать сыра
«С кем бы отведать сыра» (англ. I Want Someone to Eat Cheese With) — американская кинокомедия 2006 года режиссёра Джеффа Гарлина, снятая в духе независимого американского кино.

## Сюжет
Сорокалетний актёр импровизации театра «Второй город» Джеймс Аарон, страдающий избыточным весом, живёт в Чикаго со своей матерью. Однажды он бросает телешоу, расстаётся с подругой и собственным агентом. Когда Джеймс посещает начальную школу дочери своего друга на день карьеры, он рассказывает о своих проблемах скучающим детям, при этом неловко чувствуя себя перед учителем Стеллой. По вечерам, сидя на капоте своего автомобиля, припаркованного возле стадиона Ригли Филд, и во время прогулок по северной части Чикаго со своим другом Лукой, он оценивает окружающие здания. Случайно от продавца хот-догов Джеймс узнает о съёмках ремейка своего любимого фильма 1955 года о Марти. Он лично знаком с режиссёром, но не попадает на прослушивание. Расстроенный, он случайно забредает в кафе, где встречает девушку Бет, которая узнает в нём актёра и угощает мороженым. Джеймс поражён таким повышенным вниманием к себе. После прогулки, посещения магазина нижнего белья и проведённой ночи, Бет расстаётся с ним, объясняя это мимолетным интересом к толстому парню. Тем временем роль Марти достается молодому актёру Аарону Картеру. Джеймс переезжает от матери в свою собственную квартиру. В конце фильма, он навещает свою мать в доме престарелых, где перед Стеллой и обитателями играет финальную сцену «Марти».

## В ролях
| Актёр               | Роль                         |
| ------------------- | ---------------------------- |
| Джефф Гарлин        | Джеймс Аарон                 |
| Сара Сильверман     | Бет                          |
| Бонни Хант          | Стелла Льюис                 |
| Дэн Кастелланета    | Дик                          |
| Мина Колб           | миссис Аарон                 |
| Пол Мазурски        | Чарли Перлман                |
| Тим Казурински      | Билл Бьянго                  |
| Джесси Шрэм         | дочь                         |
| Ребекка Сэйдж Аллен | Андреа Хоуп                  |
| Генриетта Мэнтел    | Майра                        |
| Дэвид Паскуези      | Лука Джанкарло               |
| Джой Слотник        | Ларри                        |
| Стив Дал            | отец                         |
| Ларри Ньюман-мл.    | Бум                          |
| Элисон Лайон        | девушка Хаксли               |
| Филлис Смит         | Марша                        |
| Ричард Кайнд        | Херб Хоуп                    |
| Эль Фэннинг         | Пенелопа                     |
| Эми Седарис         | мисс Кларк школьный психолог |
| Роджер Барт         | Бёрл Каннальо                |
| Уоллес Лэнгэм       | Клод Клоше                   |
| Джина Гершон        | камео мама Марти             |
| Аарон Картер        | камео Марти                  |

## Отзывы
Фильм получил преимущественно положительные отзывы кинокритиков. На сайте Rotten Tomatoes у фильма 72 % положительных рецензий из 50. На Metacritic — 60 баллов из 100 на основе 18 рецензий. Роджер Эберт оценил фильм в 3 звезды из 4-х.